# ملیجک اول
میرزا محمدخان گروسی (زاده ۱۲۷۵ه. ق بیجار گروس درگذشت ۱۳۳۸ه. ق) معروف به امین خاقان و ملیجک اول، برادر زبیده خانم امینه اقدس از زنان ناصرالدین شاه و از سوگلی‌های دربار و همچنین پدر غلامعلی خان عزیزالسلطان معروف به ملیجک دوم بود.
او فرزند دوستی چوپان بود، ابتدا جزو غلام بچگان ناصرالدین شاه بود. سپس فراش خلوت و در سال ۱۳۰۰ق پیشخدمت شاه شد.
او در سفر سوم ناصرالدین‌شاه به اروپا در سال ۱۳۰۶ ق. از جمله ملتزمین رکاب بود.